# Movimiento sin par de torsión
Cuando la única fuerza externa que actúa en su cuerpo es provocada por la gravedad, el movimiento general de un cuerpo se conoce como movimiento sin par de torsión. Este tipo de movimiento es característico de los planetas, satélites artificiales y proyectiles, siempre que se ignore la fricción del aire.
Como la gravedad es la única fuerza externa presente, la suma de momentos con respecto al centro de masa es cero, esto requiere que la cantidad de movimiento angular del cuerpo sea constante,  la cantidad de movimiento angular puede expresarse como
| {\displaystyle H_{G}=constante} |

| {\displaystyle H_{G}=H_{G}sin\Theta j+H_{G}cos\Theta k} |

| {\displaystyle H_{G}=Iw_{x}i+Iw_{y}j+I_{z}w_{z}k} |

Al igualar las componentes i, j , k de las dos ecuaciones anteriores obtenemos
| {\displaystyle w={\dfrac {H_{G}sin\Theta }{I}}j+{\dfrac {H_{G}cos\Theta }{I_{z}}}k} |

Por tanto, para el movimiento sin par de torsión de un cuerpo axialmente simétrico, el ángulo {\displaystyle \Theta } formado entre el vector de cantidad de movimiento angular y la rotación del cuerpo permanece constante. Además, la cantidad de movimiento angular {\displaystyle H_{G}}, la precesión {\displaystyle \Phi }  y la rotación {\displaystyle \Psi } del cuerpo permanecen constantes en todo momento durante el movimiento, obteniendo la siguiente relación entre la rotación y la precesión
| {\displaystyle \Psi ={\dfrac {I-I_{z}}{I_{z}}}\Phi cos\Theta } |

Si {\displaystyle I>I_{z}} el movimiento de torsión que satisface estos requerimientos se llama precesión regular.
si {\displaystyle I<I_{z}} la rotación es negativa y la precesión positiva.